# Peter Benenson
Peter James Henry Solomon Benenson (Londen, 31 juli 1921 – Oxford, 25 februari 2005) was een Britse jurist en de oprichter van de mensenrechtenorganisatie Amnesty International.
In 1958 bekeerde hij zich tot het katholicisme en werd lid van Pax Christi. Zijn katholieke geloof versterkte zijn overtuiging dat individuen de wereld kunnen verbeteren.
In 1961 richtte hij Amnesty International op na het lezen van een artikel over twee Portugese studenten die op een terras een dronk uitbrachten op de vrijheid en daarvoor tot zeven jaar gevangenisstraf werden veroordeeld. Hij kwam op het idee om de Portugese autoriteit te bestoken met protestbrieven vanuit de hele wereld. Vervolgens deed hij hetzelfde bij elke autoriteit die zich bezondigde aan wat men kon omschrijven als ongeoorloofd repressief optreden. De campagne (Appeal for Amnesty, 1961) duurde een heel jaar en riep activisten op om vreedzame en onpartijdige mensen te steunen die omwille van hun politieke of religieuze overtuiging opgesloten werden. Het succes van die eenmalige actie gaf aanleiding tot de oprichting van Amnesty International, een internationale mensenrechtenorganisatie.
In 1977 kreeg hij hiervoor de Nobelprijs voor de Vrede.
Hij heeft zich nooit voor zijn activiteiten willen laten onderscheiden.
In 1966 stapte hij tijdelijk uit de organisatie na een conflict met toenmalig voorzitter Sean McBride.
Peter Benenson overleed na een lange ziekteperiode op ruim 83-jarige leeftijd in een ziekenhuis aan een longontsteking.